# Echiniscus africanus
Echiniscus africanus är en djurart som tillhör fylumet trögkrypare, och som beskrevs av Murray 1907. Echiniscus africanus ingår i släktet Echiniscus och familjen Echiniscidae. Inga underarter finns listade i Catalogue of Life.